# Кал (место)
Кал (њем. Kall) општина је у њемачкој савезној држави Северна Рајна-Вестфалија. Једно је од 11 општинских средишта округа Ојскирхен. Према процјени из 2010. у општини је живјело 11.892 становника. Посједује регионалну шифру (AGS) 5366024, NUTS (DEA28) и LOCODE (DE KAL) код.

## Географски и демографски подаци
Кал се налази у савезној држави Северна Рајна-Вестфалија у округу Ојскирхен. Општина се налази на надморској висини од 399 метара. Површина општине износи 66,1 km². У самом мјесту је, према процјени из 2010. године, живјело 11.892 становника. Просјечна густина становништва износи 180 становника/km².

## Међународна сарадња
| Мјесто | Држава  | Врста сарадње | Од    |
| ------ | ------- | ------------- | ----- |
| Мол    | Белгија | партнерство   | 1980. |
| Извор  |         |               |       |